# Cinta limpiadora de cabezales
Una cinta limpiadora de cabezales es un dispositivo utilizado para limpiar los cabezales de una unidad de cinta magnética, como reproductores de cinta de vídeo o audio .

## Limpieza de los cabezales
Las reproductoras de cintas de audio y video (o sea reproductor de casete y VCRs) requieren se les realice un mantenimiento adecuado en forma periódica. Las partículas que se desprenden de la cinta magnética (en el casete o videocasete) se pueden acumular en las cabezas grabadoras y de reproducción, reduciendo la calidad de la señal. La limpieza del cabezal se puede realizar con un trozo de textil o un hisopo especial y /o con un casete de limpieza. De esta forma se quita la suciedad del cabezal.
No se deben utilizar fibras de algodón, tales como hisopos de algodón, ya que las mismas pueden afectar el cabezal.

## Fluidos para limpiar
Entre los fluidos que se utilizan para limpiar cabezales de video se encuentran (aunque no son los únicos) los siguientes solventes:
- Freón-Diclorodifluoretano (dejado de utilizar en 1995 por el daño que produce a la capa de ozono).
- Los alcoholes son efectivos para limpiar cabezales. Por lo general alcohol isopropílico o etanol.
- La acetona es un solvente efectivo, pero puede dañar los plásticos.
- Nitrito de amilo y otros nitritos.
- El xileno  es un solvente efectivo, pero puede dañar los plásticos.